# Glyptothorax zanaensis
Glyptothorax zanaensis és una espècie de peix de la família dels sisòrids i de l'ordre dels siluriformes.

## Morfologia
Els mascles poden assolir els 9,7 cm de llargària total.

## Distribució geogràfica
Es troba a les conques dels rius Mekong i Salween a Yunnan (Xina).